# Jbel Tidirhine
O Monte Tidirhine ou Jebel Tidirhine com uma altitude de 2 456 metros, situado à  latitude de 34,85 (34° 51' N) e longitude -4,52 (4° 31 W), é o pico mais alto das montanhas do Rife, está localizado na área de Al Hoceima, alguns quilômetros a sudeste da cidade de Issaguen (Ketama) e a norte de Taounate, no norte de Marrocos.
O local está situado a 320 quilômetros ao norte do centro aproximado de Marrocos e 232 km ao nordeste da capital Rabat.
Lugares mais próximos:
- Sidi Nanouh: 1,49 km a oeste
- Am Aktane: 4,59 km a leste
- Jebel Imatrout: 5,76 km a sul
- Jebel Tarhzout: 5,77 km a sul
- Amadene: 6.11 km a leste